# XXL (часопис)
XXL — американський журнал хіп-хоп культури, виданий Townsquare Media, заснований у 1997 році.

## Історія
У серпні 1997 року, Harris Publications випустив перший випуск часопису XXL. У ньому були представлені репери Jay-Z та Master P на подвійній обкладинці. У грудні 2006 року, XXL взяв на себе боротьбу продюсера хіп-хопу та журналу ді-джеїв Scratch (ще одне видання, що належало Harris Publications), змінивши його на XXL Presents Scratch Magazine. Однак Scratch закрили роботу менш ніж через рік у вересні 2007 року.
Інші назви з обмеженими тиражами були випущені під брендом XXL, включаючи Hip-Hop Soul, Eye Candy та Shade45. XXL випустив багато інших спеціальних проєктів, включаючи гастрольні програми, мікстейпи та ексклюзивні DVD-диски. XXL також підтримує популярний вебсайт, який надає щоденні новини хіп-хопу, оригінальний контент та вміст журналу.
У 2014 році Townsquare Media придбала XXL, King та Antenna у Harris Publications.
14 жовтня 2014 року, Townsquare оголосив, що продовжить видавати друковану версію XXL. У грудні 2014 року компанія повідомила, що журнал буде виходити щомісяця.

## Попередні редактори
Серед минулих редакторів журналу — Реджінальд К. Денніс (раніше The Source), Шина Лестер (колишній головний редактор RapPages і музичного редактора Vibe), Елліот Вілсон (раніше The Beat-Down Newspaper, ego trip та The Source) та Датвон Томас (колишній головний редактор King).
У травні 2009 року Датвон Томас звільнився з XXL, а виконавчим редактором Ванессою Саттен, яка працювала в XXL з 1998 року, було призначено новим головним редактором.

## Спеціальні випуски
У серпні 2005 року Емінем та журнал XXL об'єдналися, щоб випустити спеціальний випуск під назвою XXL Presents Shade 45, цей випуск був розроблений, щоб максимально розповісти про Shade 45 як радіостанцію, і водночас максимально висвітлити лейбл Shady Records в цілому, а також виконавців радіо-ді-джеїв та G-Unit Records. Випускний редактор XXL Джонатан Рейнгольд заявив, що, як правило, журнали, що базуються на певних виконавцях, не були комерційно успішними, але «оскільки Shade 45 є справді популярним реп-каналом з дорослим контентом, колаборація з брендом XXL має сенс», а також, щоб зацікавити шанувальників репу.
У листопаді 2008 року XXL випустила XXL Raps Volume 1, до якої увійшли музичні твори 50 Cent, G-Unit, Common, Jim Jones і Fabolous.
У вересні 2006 року XXL випустив спеціальний 90-хвилинний DVD під назвою XXL DVD Magazine Vol. 1, де були представлені ексклюзивні інтерв'ю та вміст із такими відомими реперами, як 50 Cent, Ice Cube, Fat Joe, Paul Wall та Mike Jones.
20 серпня 2013 р. XXL випустила свій 150-й випуск, також святкуючи своє шістнадцятиріччя. Випуск містив першу сольну обкладинку журналу від Drake, а репери, такі як Кендрік Ламар та B.o.B, рецензували класичні альбоми.

## Annual Freshman Class List
Починаючи з 2007 року (пропускаючи 2008 рік), XXL випускає свій щорічний Annual Freshman Class List. У випуску представлено десять виконавців, яких слід переглянути, усі вони з'являються на обкладинці журналу. Список має історію публікації невідомих або андеграундних реперів, а також артистів, які, як вважається, зростають. Список створює значний маркетинговий резонанс як серед слухачів, так і серед виконавців, і його поважають за те, що він дав багатьом артистам перший смак слави.
Переможці року виділені жирним шрифтом.
| Year    | Freshmen |
| ------- | --- |
| 2007[a] | Saigon, Plies, Rich Boy, Gorilla Zoe, Joell Ortiz, Lupe Fiasco, Lil Boosie, Crooked I, Papoose і Young Dro.                                                         |
| 2009[a] | Wale, B.o.B, Charles Hamilton, Asher Roth, Cory Gunz, Blu, Mickey Factz, Ace Hood, Currensy і Kid Cudi.                                                             |
| 2010[a] | J. Cole, Pill, Nipsey Hussle, Freddie Gibbs, Big Sean, Wiz Khalifa, OJ da Juiceman, Jay Rock, Fashawn і Donnis.                                                     |
| 2011[a] | Meek Mill, Big K.R.I.T., Cyhi the Prynce, Lil Twist, Yelawolf, Fred the Godson, Mac Miller, YG, Lil B, Kendrick Lamar і Diggy Simmons.                              |
| 2012    | Future, Kid Ink, Danny Brown, French Montana, Macklemore, Don Trip, Machine Gun Kelly, Hopsin, Iggy Azalea і Roscoe Dash.                                           |
| 2013    | Schoolboy Q, Trinidad James, Joey Bada$$, Ab-Soul, Logic, Action Bronson, Kirko Bangz, Travis Scott, Dizzy Wright, Angel Haze і Chief Keef.                         |
| 2014    | Chance The Rapper, Rich Homie Quan, Isaiah Rashad, Ty Dolla Sign, Lil Durk, Kevin Gates, Troy Ave, Vic Mensa, Jon Connor, Lil Bibby, Jarren Benton і August Alsina. |
| 2015    | Fetty Wap, Dej Loaf, Raury, Kidd Kidd, OG Maco, Shy Glizzy, K Camp, Vince Staples, Tink і GoldLink.                                                                 |
| 2016    | Lil Uzi Vert, Lil Yachty, Kodak Black, Denzel Curry, G Herbo, Dave East, Lil Dicky, Anderson Paak, Desiigner і 21 Savage.                                           |
| 2017    | Kamaiyah, A Boogie Wit Da Hoodie, PnB Rock, Playboi Carti, Aminé, Kap G, Kyle, Ugly God, MadeinTYO і XXXTentacion.                                                  |
| 2018[b] | Ski Mask The Slump God, Lil Pump, Smokepurpp, JID, Stefflon Don, BlocBoy JB, YBN Nahmir, Wifisfuneral і Trippie Redd.                                               |
| 2019    | Comethazine, Tierra Whack, DaBaby, Lil Mosey, Roddy Ricch, Cordae, YK Osiris, Rico Nasty, Gunna, Blueface, і Megan Thee Stallion.                                   |
| 2020[c] | Polo G, Chika, NLE Choppa, Jack Harlow, Lil Keed, Lil Tjay, Fivio Foreign, Calboy, Rod Wave, Baby Keem, 24kGoldn і Mulatto.                                         |